# ル・ビュイソン＝ド＝カドゥアン
ル・ビュイソン＝ド＝カドゥアン （Le Buisson-de-Cadouin、オック語:Lo Boisson de Cadonh）は、フランス、ヌーヴェル＝アキテーヌ地域圏、ドルドーニュ県のコミューン。

## 地理
コミューンはドルドーニュ川と接している。
TERアキテーヌの路線が停車するビュイソン駅があり、県道710号線が通る。
ル・ビュイソン＝ド＝カドゥアンは鉄道のジャンクションでもあり、ニヴェルサック-アジャン路線、リブルヌ-ビュイソン路線が交差する。

## 歴史
1893年、カバン（Cabans）の名からル・ビュイソンへ改名した。1960年、キュサック（Cussac）とル・ビュイソンが合併しル・ビュイソン＝キュサックとなった。
1974年、カドゥアン、ル・ビュイソン＝キュサック、パレラック、ユルヴァルが合併し、ル・ビュイソン＝ド＝カドゥアンとなった。
1989年、ユルヴァルは分離して再び単独のコミューンとなった。
カドゥアンとパレラックはどちらも準コミューン（fr）としての地位を保持しており、そのためどちらもル・ビュイソン＝ド＝カドゥアン議会の議員の中から首長代理（maire délégué）が選ばれている。

## 人口統計
| 1975年 | 1982年 | 1990年 | 1999年 | 2006年 | 2011年 |
| ------ | ------ | ------ | ------ | ------ | ------ |
| 2187   | 2061   | 2003   | 2075   | 2114   | 2094   |

参照元:Ldh/EHESS/Cassini : 1975年およびInsee : 1982年-1999年, 2006年, 2011年.

## 史跡
- カドゥアン修道院 - シトー会派の元修道院。フランス歴史文化財指定されている。UNESCO世界遺産のフランスのサンティアゴ・デ・コンポステーラの巡礼路を構成する建築物。
- サン・ピエール・エス・リアン教会 - 12世紀
- マクサンジュ洞窟
- キュサック洞窟

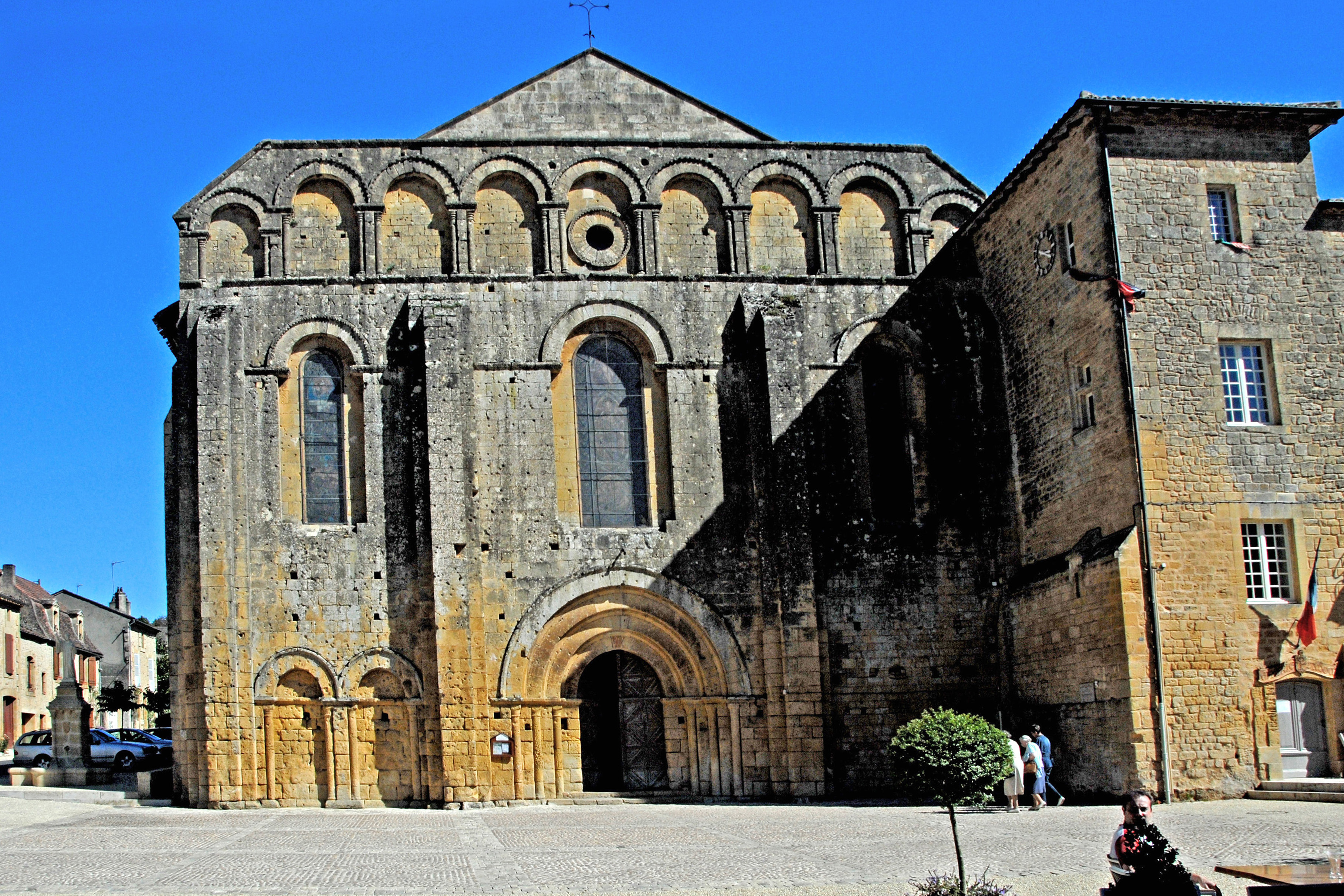
カドゥアン修道院
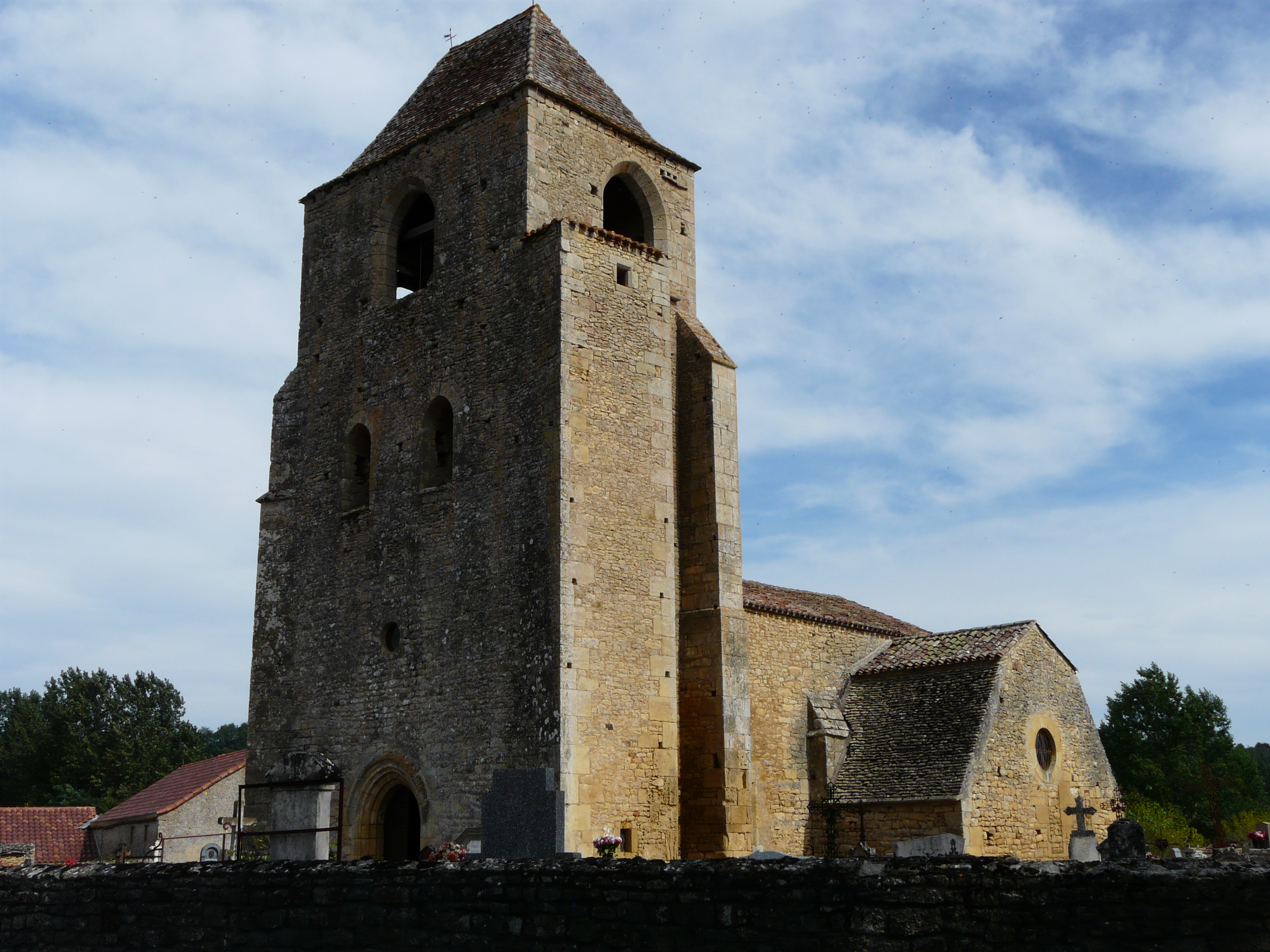
サン・ピエール・エス・リアン教会
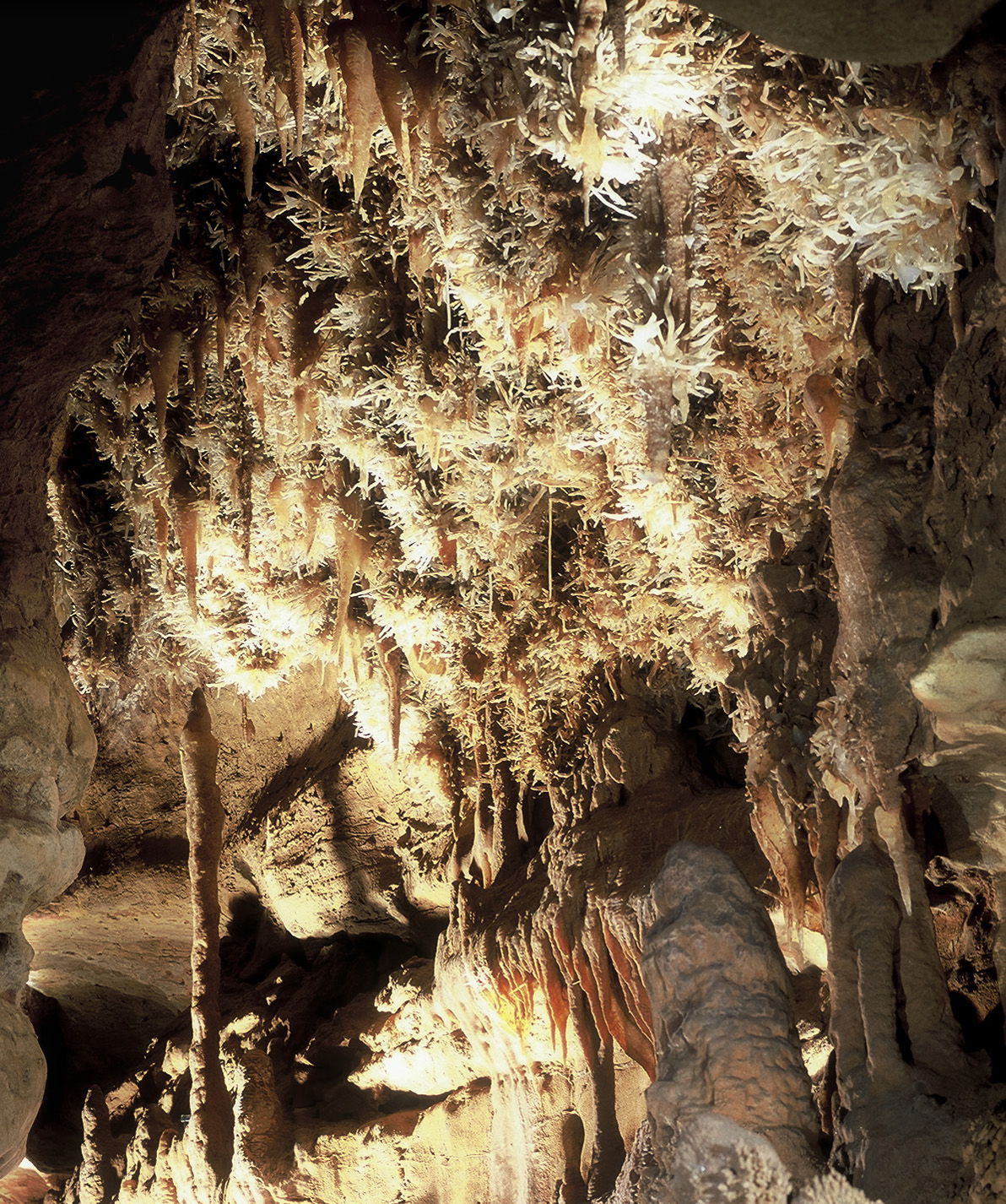
マクサンジュ洞窟

## 出身者
- ルイ・デリュック - 映像作家